# Ноа Вайсгаупт
Ноа Рафаель Вайсгаупт (нім. Noah Raphael Weißhaupt, нар. 20 вересня 2001, Росток, Німеччина) — німецький футболіст, вінгер клубу «Фрайбург».

## Ігрова кар'єра

### Клубна
Ноа Вайсгаупт починав займатися футболом в клубах аматорського рівня. У 2012 році він приєднався до футбольної академії клубу «Фрайбург», де починав грати за молодіжну команду.
З сезону 2020/21 Вайсгаупт почав свої виступи за дублюючий склад «Фрайбурга» в Регіональній лізі. Дебют футболіста на вищому рівні відбувся 12 вересня 2021 року у матчі чемпіонату країни, коли він вийшов на заміну в кінці матчу проти «Кельна». У складі «Фрайбурга» Вайсгаупт брав участь у матчах групового етапу Ліги Європи.

### Збірна
З 2022 по 2023 роки Ноа Вайсгаупт провів шість матчів у складі молодіжної збірної Німеччини.